# La Chapelle-d’Aligné
La Chapelle-d’Aligné – miejscowość i gmina we Francji, w regionie Kraj Loary, w departamencie Sarthe.
Według danych na rok 1990 gminę zamieszkiwało 1098 osób, a gęstość zaludnienia wynosiła 33 osób/km² (wśród 1504 gmin Kraju Loary La Chapelle-d’Aligné plasuje się na 533. miejscu pod względem liczby ludności, natomiast pod względem powierzchni na miejscu 233.).